# Осенняя сказка
Осенняя сказка (фр. Conte d'automne) — лирическая кинокомедия режиссёра Эрика Ромера, вышедшая в прокат во Франции 23 сентября 1998 года.

## Сюжет
Четвёртый и заключительный фильм из последнего цикла Ромера «Сказки четырёх времён года». Действие происходит на юге департамента Дром, в Монтелимаре, Сен-Поль-Труа-Шато и Бур-Сент-Андеоле, и на правом берегу Роны, в Ардеше в сентябре, в период сбора винограда.
Изабель и Магали, подружившимся ещё в школьные годы, уже перевалило за сорок. Изабель замужем, владеет книжным магазином в Монтелимаре, и собирается выдать замуж дочь. Магали, овдовев, переселилась на ферму у Бур-Сент-Андеоля, где занимается виноделием. Её дети также выросли и начинают жить отдельно. Подруга её сына Лео Розина в прошлом встречалась со своим преподавателем философии Этьеном, мужчиной средних лет. Розина предлагает бывшему любовнику поддерживать дружеские отношения, и требует, чтобы тот остепенился и перестал гоняться за ученицами.
Будучи в доверительных отношениях с Магали, Розина планирует свести с ней Этьена. В свою очередь Изабель также стремится устроить личную жизнь подруги, которая хотела бы встретить мужчину, но из-за своего упрямого характера отказывается покидать ферму и предпринимать какие-либо действия.
Изабель от своего имени подаёт в газету объявление, на которое откликается немолодой разведённый коммерческий сотрудник Жеральд, господин с приятными манерами. Они два раза встречаются в обеденное время в городе, а на третий раз, убедившись, что мужчина почувствовал к ней интерес, Изабель открывает ему свой замысел. Оправившись от изумления, Жеральд соглашается попытать удачи с Магали. Чтобы устроить их знакомство, Изабель приглашает обоих на свадьбу своей дочери. Розина с той же целью приводит туда Этьена.
На празднике происходят типичные для подобного сюжета недоразумения и qui pro quo, которые в обычных комедиях завершаются хэппи-эндом, но, поскольку герои Ромера почти никогда не поступают в предложенных обстоятельствах так, как полагается обычным персонажам комедий, Магали, заинтересовавшаяся Жеральдом, довольно резко отклоняет все его предложения продолжить знакомство. Понимая, что рискует навсегда упустить благоприятный случай, она, тем не менее, намеревается сначала выяснить, не стоит ли за спиной Жеральда Изабель, и каковы их действительные отношения.
Разъехавшись в разные стороны, Магали и Жеральд тем же вечером опять сталкиваются в доме Изабели, куда оба возвращаются в надежде прояснить ситуацию. Получив ответы на свои вопросы и избавившись от подозрений, Магали приглашает мужчину к себе на ферму на праздник окончания сбора винограда.

## В ролях
- Мари Ривьер — Изабель
- Беатрис Роман — Магали
- Ален Либоль — Жеральд
- Алексия Порталь — Розина
- Дидье Сандр — Этьен
- Стефан Дармон — Лео
- Орелья Алькаис — Эмилия
- Матье Даветт — Грегуар
- Ив Алькаис — Жан-Жак
- Клер Матюрен — Огюстина

## О фильме
«Осенняя сказка» завершает не только цикл «сказок четырёх времён года», но и является последним фильмом Ромера на современную тематику, подводящим своего рода итог всем трем циклам. Это сразу же отметил Роджер Эберт, сделавший в своей хвалебной рецензии краткий очерк творчества Ромера. Американский критик отмечает виртуозно («хореографически») поставленные эпизоды, происходящие во время свадьбы.

Даже если мне нравятся голливудские романтические комедии, такие, как «Ноттинг Хилл», все равно они как галоши, по сравнению с лукавым остроумием такого кино как «Осенняя сказка». Они словно шлепают по болоту, в то время как Ромер элегантно соблазняет нас видом людей, действующих среди угрожающей непредсказуемости жизни. У нас никогда нет сомнений в том, что Джулия Робертс будет жить долго и счастливо. Другое дело Магали: один неверный шаг, и она навсегда останется одна со своими лозами.— Ebert R.
Французские критики, среди прочего, обратили внимание на то, что этот фильм нарушил своеобразное возрастное «табу», действовавшее на протяжении всех циклов. Впервые вместо молодых или сравнительно молодых героев на экране появились стареющие персонажи. «На этот раз сезон названия — это и сезон жизни. У Ромера стареют, как и везде. Но хорошо стареют, необычно».
По поводу сцены экспозиции главных героинь, происходящей в жаркий полдень на винограднике Магали, обозреватель еженедельника Télérama замечает, что подобное представление даст хорошую пищу всем клеветникам Ромера, и непременно приведёт в восхищение его афисьонадос. Приглашение на главные роли двух наиболее «ромеровских» актрис также породило у критиков ряд умозаключений и неизбежных сравнений. Было замечено, что персонаж Мари Ривьер совершенно не похож на её самую знаменитую роль (в «Зеленом луче»), и что в этом фильме она блеснула новой гранью своего комедийного таланта, героиня же Беатрис Роман по какой-то «фильмографической иронии» имеет тот же резкий характер, что и в «Выгодной партии»: прошли годы и она снова ищет мужа.

«Осенняя сказка» одновременно фильм-воссоединение (постановщика со своими актрисами) и фильм прощальный (это ведь последняя «сказка четырёх сезонов»). Фильм о дружбе, как говорится, «бокал дружбы». С песнями и танцами до поздней ночи. Но весь этот праздник не звучит-ли как его собственный финал? A fortiori, на краю «осени». Для Изабели пьянящая шалость, заключающаяся в соблазнении незнакомца для своей подруги, не прекращается ли без доли грусти. Немного, как если бы это было в последний раз. Честь кинематографисту, который умеет внушить это одним украдкой показанным планом. И Магали объявляет, между прочим: «Сбор винограда окончен». Быть может, но в этом году Ромер поистине снова опьяняет как следует.
— Télérama
Зная, что поклонники и прочие киноманы способны вывернуть фильм наизнанку в поиске сходств, как сущностных, так и чисто формальных, с предыдущими картинами, Ромер пояснил, что третья сказка (осень) рифмуется с первой (весна), давая более развёрнутый вариант сюжета о махинациях с соблазнением, действительных и предполагаемых.
На Венецианском кинофестивале 1998 года фильм получил премию за лучший сценарий.

## Комментарии
1. ↑  7 сентября представлен на Венецианском кинофестивале, затем на Теллурайдском кинофестивале, и 16 сентября на Торонтском кинофестивале